# Ceriagrion auritum
Ceriagrion auritum är en trollsländeart som beskrevs av Fraser 1951. Ceriagrion auritum ingår i släktet Ceriagrion och familjen dammflicksländor. Inga underarter finns listade i Catalogue of Life.